# Blangy-sur-Bresle
Blangy-sur-Bresle je francouzská obec v departementu Seine-Maritime v regionu Normandie. V roce 2009 zde žilo 3 000 obyvatel. Je centrem kantonu Blangy-sur-Bresle.